# PussyWalk
PussyWalk je satirická videohra, která paroduje českého prezidenta Miloše Zemana. Titul vyšel 21. prosinec 2014. Autory hry jsou Václav Krbůšek, Vietsky, Jiří Váňa, Vojtěch Šmíd a Zoltán Páll. K 25. prosinci 2014 ji mělo mít dohráno 100 000 lidí. Hra je naprogramována ve Flashi.

## Hratelnost
Hráč ovládá postavu Miloše Zemana s virózou a jeho cílem je dojít ke korunovačním klenotům. Při cestě sbírá ochranu proti zimní viróze a tím si zároveň zvyšuje počet životů. Přitom musí dávat pozor, aby neupadl. Dále musí překonávat překážky jako např. schod, autíčka na zemi či ropa z rozlitého barelu. Řada věcí ve hře poukazuje na různá faux pas českého prezidenta (například hudba je složena z kritizovaných výroků). Další takovou věcí je nápis na barelu – Rusoil, což je odkaz na Lukoil. Pokud se Miloš Zeman dostane ke korunovačním klenotům, následně je vyhozen a tím hra končí. Hráč má povinnost se podepsat na tabuli vítězů. Po hře se odemyká herní režim (tzv. „Loutkový“ režim), kde s Milošem Zemanem může hráč dělat různé kusy díky počítačové myši.

## Pokračování
Dne 27. prosince 2017 vyšlo pokračování s názvem PussyWalk II: Cesta k urně, dostupné na stejných stránkách jako první díl. Princip hry je stejný, úkolem tentokrát je dojít s Milošem Zemanem z jeho bytu k urně a cestou vyzvednout „Čtveráčka“ (Jiří Ovčáček). Poté, co se Miloš Zeman dostane až k urně, objeví se oblak popela a obrazovka s výzvou, aby hráči také k urně došli, čímž je myšlena volební urna v prezidentských volbách 2018, které se konaly měsíc po vydání hry.